# Movistar Open 2004 - Qualificazioni singolare
Le qualificazioni del singolare  del Movistar Open 2004 sono state un torneo di tennis preliminare per accedere alla fase finale della manifestazione. I vincitori dell'ultimo turno sono entrati di diritto nel tabellone principale. In caso di ritiro di uno o più giocatori aventi diritto a questi sono subentrati i lucky loser, ossia i giocatori che hanno perso nell'ultimo turno ma che avevano una classifica più alta rispetto agli altri partecipanti che avevano comunque perso nel turno finale.
Le qualificazioni del torneo Movistar Open 2004 prevedevano 32 partecipanti di cui 4 sono entrati nel tabellone principale.

## Teste di serie
1. Giovanni Lapentti (primo turno)
2. Olivier Patience (primo turno)
3. Federico Browne (secondo turno)
4. Franco Squillari (Qualificato)

1. Marc López (primo turno)
2. Jiří Vaněk (primo turno)
3. Diego Veronelli (secondo turno)
4. Daniel Köllerer (ultimo turno)

## Qualificati
1. Paul Capdeville
2. Juan Antonio Marín

1. František Čermák
2. Franco Squillari

## Tabellone

### Legenda
| - Q = Qualificato - WC = Wild card - LL = Lucky loser | - ALT = Alternate - SE = Special Exempt - PR = Protected Ranking | - w/o = Walkover - r = Ritirato - d = Squalificato |

### Sezione 1
|  | Primo turno       | Primo turno               | Primo turno               | Primo turno | Primo turno |  |  | Secondo turno             | Secondo turno             | Secondo turno             | Secondo turno             | Secondo turno |   |    | Ultimo turno    | Ultimo turno    | Ultimo turno | Ultimo turno | Ultimo turno |  |
|  |                   |                           |                           |             |             |  |  |                           |                           |                           |                           |               |   |    |                 |                 |              |              |              |  |
|  |                   | Edgardo Massa             | Edgardo Massa             | 6           | 6           |  |  |                           |                           |                           |                           |               |   |    |                 |                 |              |              |              |  |
|  | 1                 | Giovanni Lapentti         | Giovanni Lapentti         | 1           | 4           |  |  | Edgardo Massa             | Edgardo Massa             | Edgardo Massa             | Edgardo Massa             | 2r            |   |    |                 |                 |              |              |              |  |
|  | Paul Capdeville   | Paul Capdeville           | Paul Capdeville           | 6           | 6           |  |  | Paul Capdeville           | Paul Capdeville           | Paul Capdeville           | Paul Capdeville           | 1             |   |    |                 |                 |              |              |              |  |
|  | Andres Dellatorre | Andres Dellatorre         | Andres Dellatorre         | 2           | 4           |  |  |                           |                           |                           |                           |               |   |    | Paul Capdeville | Paul Capdeville | 5            | 6            | 4            |  |
|  | Juan Pablo Guzmán | Juan Pablo Guzmán         | Juan Pablo Guzmán         | 7           | 7           |  |  |                           |                           | Francisco Fogues-Domenech | Francisco Fogues-Domenech | 7             | 3 | 3r |                 |                 |              |              |              |  |
|  | Pedro Braga       | Pedro Braga               | Pedro Braga               | 5           | 65          |  |  | Juan Pablo Guzmán         | Juan Pablo Guzmán         | 4                         | 6                         | 3             |   |    |                 |                 |              |              |              |  |
|  |                   | Francisco Fogues-Domenech | Francisco Fogues-Domenech | 7           | 6           |  |  | Francisco Fogues-Domenech | Francisco Fogues-Domenech | 6                         | 4                         | 6             |   |    |                 |                 |              |              |              |  |
|  | 6                 | Jiří Vaněk                | Jiří Vaněk                | 610         | 2           |  |  |                           |                           |                           |                           |               |   |    |                 |                 |              |              |              |  |

### Sezione 2
|  | Primo turno        | Primo turno        | Primo turno        | Primo turno | Primo turno |  |  | Secondo turno      | Secondo turno      | Secondo turno      | Secondo turno      | Secondo turno |   |   | Ultimo turno       | Ultimo turno       | Ultimo turno | Ultimo turno | Ultimo turno |  |
|  |                    |                    |                    |             |             |  |  |                    |                    |                    |                    |               |   |   |                    |                    |              |              |              |  |
|  |                    | Hugo Armando       | Hugo Armando       | 7           | 6           |  |  |                    |                    |                    |                    |               |   |   |                    |                    |              |              |              |  |
|  | 2                  | Olivier Patience   | Olivier Patience   | 6           | 3           |  |  | Hugo Armando       | Hugo Armando       | Hugo Armando       | 4                  | 5             |   |   |                    |                    |              |              |              |  |
|  | Diego Hipperdinger | Diego Hipperdinger | Diego Hipperdinger | 6           | 6           |  |  | Diego Hipperdinger | Diego Hipperdinger | Diego Hipperdinger | 6                  | 7             |   |   |                    |                    |              |              |              |  |
|  | Carlos Ríos        | Carlos Ríos        | Carlos Ríos        | 1           | 1           |  |  |                    |                    |                    |                    |               |   |   | Diego Hipperdinger | Diego Hipperdinger | 6            | 68           | 2            |  |
|  | Sebastián Prieto   | Sebastián Prieto   | 6                  | 3           | 6           |  |  |                    |                    | Juan Antonio Marín | Juan Antonio Marín | 4             | 7 | 6 |                    |                    |              |              |              |  |
|  | Cristian Villagran | Cristian Villagran | 4                  | 6           | 1           |  |  | Sebastián Prieto   | Sebastián Prieto   | Sebastián Prieto   | 64                 | 64            |   |   |                    |                    |              |              |              |  |
|  |                    | Juan Antonio Marín | Juan Antonio Marín | 6           | 6           |  |  | Juan Antonio Marín | Juan Antonio Marín | Juan Antonio Marín | 7                  | 7             |   |   |                    |                    |              |              |              |  |
|  | 5                  | Marc López         | Marc López         | 2           | 3           |  |  |                    |                    |                    |                    |               |   |   |                    |                    |              |              |              |  |

### Sezione 3
|  | Primo turno         | Primo turno         | Primo turno         | Primo turno | Primo turno |  |  | Secondo turno | Secondo turno    | Secondo turno    | Secondo turno   | Secondo turno   |   |   | Ultimo turno | Ultimo turno     | Ultimo turno     | Ultimo turno | Ultimo turno |  |
|  |                     |                     |                     |             |             |  |  |               |                  |                  |                 |                 |   |   |              |                  |                  |              |              |  |
|  | 3                   | Federico Browne     | Federico Browne     | 6           | 6           |  |  |               |                  |                  |                 |                 |   |   |              |                  |                  |              |              |  |
|  |                     | Phillip Harboe      | Phillip Harboe      | 4           | 3           |  |  | 3             | Federico Browne  | Federico Browne  | 1               | 64              |   |   |              |                  |                  |              |              |  |
|  | František Čermák    | František Čermák    | František Čermák    | 7           | 6           |  |  |               | František Čermák | František Čermák | 6               | 7               |   |   |              |                  |                  |              |              |  |
|  | Oscar Serrano-Gamez | Oscar Serrano-Gamez | Oscar Serrano-Gamez | 5           | 3           |  |  |               |                  |                  |                 |                 |   |   |              | František Čermák | František Čermák | 6            | 6            |  |
|  | Jorge Aguilar       | Jorge Aguilar       | Jorge Aguilar       | 6           | 6           |  |  |               |                  | 8                | Daniel Köllerer | Daniel Köllerer | 4 | 1 |              |                  |                  |              |              |  |
|  | Mariano Delfino     | Mariano Delfino     | Mariano Delfino     | 3           | 1           |  |  |               | Jorge Aguilar    | Jorge Aguilar    | 2               | 2               |   |   |              |                  |                  |              |              |  |
|  | 8                   | Daniel Köllerer     | Daniel Köllerer     | 6           | 6           |  |  | 8             | Daniel Köllerer  | Daniel Köllerer  | 6               | 6               |   |   |              |                  |                  |              |              |  |
|  |                     | Carlos Berlocq      | Carlos Berlocq      | 4           | 3           |  |  |               |                  |                  |                 |                 |   |   |              |                  |                  |              |              |  |

### Sezione 4
|  | Primo turno       | Primo turno           | Primo turno           | Primo turno | Primo turno |  |  | Secondo turno | Secondo turno    | Secondo turno    | Secondo turno | Secondo turno |   |    | Ultimo turno | Ultimo turno     | Ultimo turno | Ultimo turno | Ultimo turno |  |
|  |                   |                       |                       |             |             |  |  |               |                  |                  |               |               |   |    |              |                  |              |              |              |  |
|  | 4                 | Franco Squillari      | 6                     | 4           | 6           |  |  |               |                  |                  |               |               |   |    |              |                  |              |              |              |  |
|  |                   | Christian Kordasz     | 2                     | 6           | 2           |  |  | 4             | Franco Squillari | Franco Squillari | 6             | 6             |   |    |              |                  |              |              |              |  |
|  | Diego Moyano      | Diego Moyano          | Diego Moyano          | 6           | 6           |  |  |               | Diego Moyano     | Diego Moyano     | 4             | 4             |   |    |              |                  |              |              |              |  |
|  | Juan-Felipe Yanez | Juan-Felipe Yanez     | Juan-Felipe Yanez     | 3           | 1           |  |  |               |                  |                  |               |               |   |    | 4            | Franco Squillari | 3            | 6            | 7            |  |
|  | Juan Mónaco       | Juan Mónaco           | Juan Mónaco           | 7           | 6           |  |  |               |                  |                  | Juan Mónaco   | 6             | 3 | 63 |              |                  |              |              |              |  |
|  | Nicolas Coutelot  | Nicolas Coutelot      | Nicolas Coutelot      | 5           | 4           |  |  |               | Juan Mónaco      | Juan Mónaco      | 6             | 6             |   |    |              |                  |              |              |              |  |
|  | 7                 | Diego Veronelli       | Diego Veronelli       | 6           | 6           |  |  | 7             | Diego Veronelli  | Diego Veronelli  | 4             | 3             |   |    |              |                  |              |              |              |  |
|  |                   | Ignacio Gonzalez-King | Ignacio Gonzalez-King | 2           | 2           |  |  |               |                  |                  |               |               |   |    |              |                  |              |              |              |  |